# 漫山管巢蛛
漫山管巢蛛（学名：Clubiona manshanensis）为管巢蛛科管巢蛛属的动物。在中国大陆，分布于福建、浙江、湖南、四川、贵州、云南等地。该物种的模式产地在云南。